# Сантьяго-дель-Естеро (місто)
Сантья́го-дель-Есте́ро (ісп. Santiago del Estero) — місто на півночі Аргентини, столиця провінції Сантьяго-дель-Естеро і центр її столичного департаменту. Населення міста становить 252 тис. мешканців (перепис INDEC 2010 року), його площа — 2 116 км². Сантьяго-дель-Естеро розташоване на березі річки Ріо-Дульсе, за 1042 км на північний захід від Буенос-Айреса. Місто було засноване в 1553 році і є найстарішим в Аргентині поселенням, заснованим іспанцями, що все ще продовжує існувати, через що Сантьяго-дель-Естеро часто називають «Мати міст» (ісп. Madre de Ciudades).

## Історія

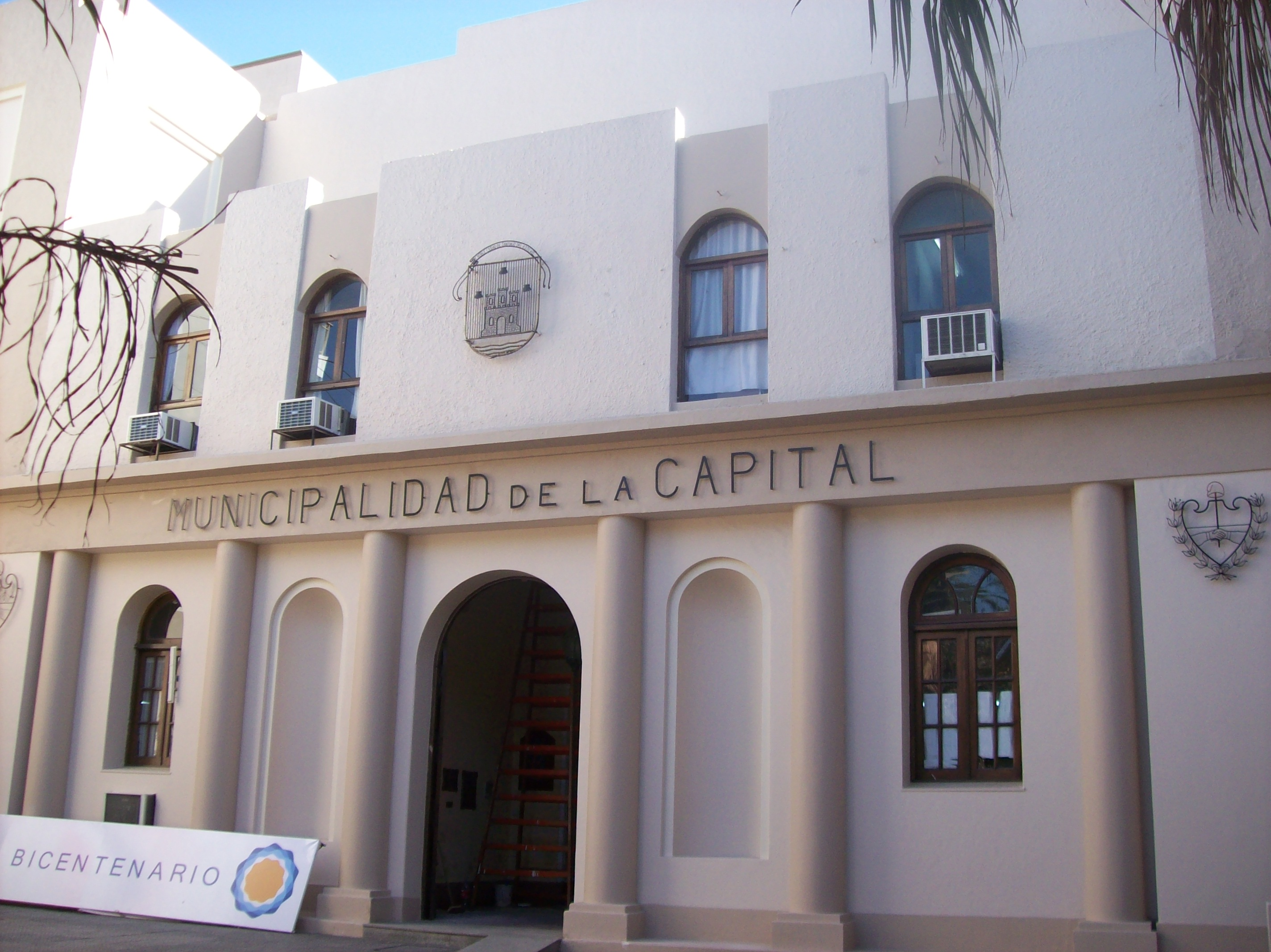
Муніципалітет

До приходу європейців основним населенням цих місць були індіанці тонокоте і діаґіти.
24 червня 1550 року 102 іспанці під керівництвом Хуана Нуньєса де Пради за наказом короля заснували місто Дель-Барко (ісп. Del Barco — з Барко) у регіоні Тукуман. Це місто було першим заснованим серед міст Аргентини. Назва була дана на честь іспанського міста Ель-Барко-де-Авіла.
У липні 1552 року з багатьох причин місто Дель-Барко-і-Нуево-Маестрасго-де-Сантьяго (ісп. Del Barco y Nuevo Maestrazgo de Santiago — місто з Барко і нова територія Святого Якова) було перенесене на правий берег річки Естеро (нині Дульсе).
У лютому 1553 року місто взяв Франсіско де Агірре, який відправив Нуньєса до Чилі. Захопивши місто, Агірре намагався домогтися переходу його і навколишніх земель під юрисдикцію Чилі. У грудні 1553 року Агірре змінив назву міста на Сантьяго-дель-Естеро-дель-Нуево-Маестрасго. 1570 року Франсіско Агірре було вислано з Тукуману. Нуньєсу де Прадо було наказано відновити честь міста, яке тепер офіційно залежало від віце-королівства Перу.
19 лютого 1577 року Сантьяго-дель-Естеро указом іспанського короля Філіпа II отримав статус міста. Його гербом було затверджено старовинний герб Іспанії. 22 травня того ж року місто отримало звання «Дуже Благородного» (ісп. Muy Noble), яке було винесено в девіз міста: «Дуже благородне місто Сантьяго-дель-Естеро» (ісп. Muy noble ciudad de Santiago del Estero)

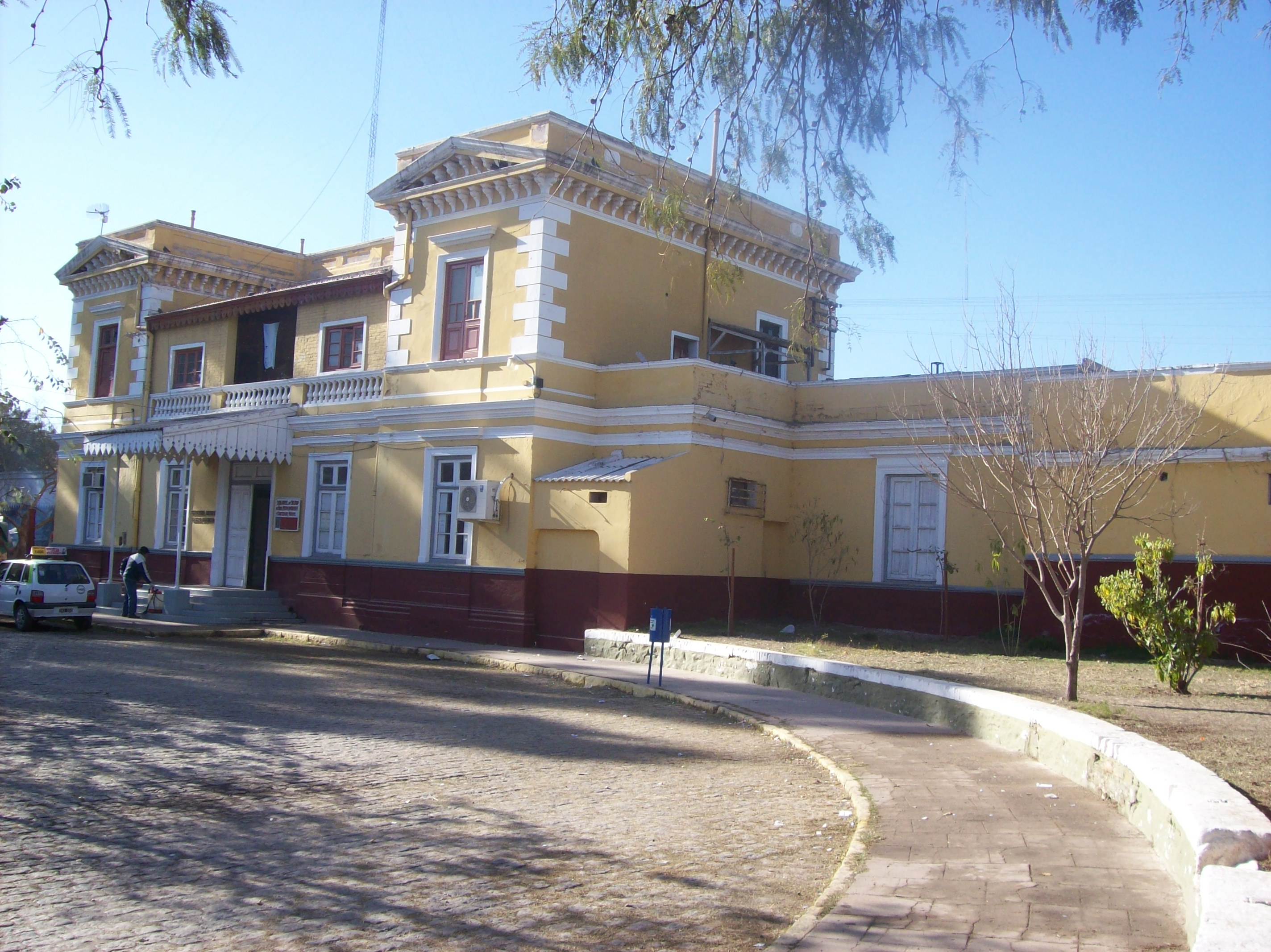
Залізнична станція

Місто перетворилося на центр Тукуману і у другій половині XVI ст. стало відправною точкою для колонізації Аргентини. Сантьяго-дель-Естеро залишався головним містом регіону до 1699 року, коли столицею Тукуману стала Сальта, а центром єпархії стала Кордова.
Населення міста підтримувало боротьбу за незалежність Аргентини, але не брало у ній участі. У 1815—1817 роках на території провінції Сантьяго-дель-Естеро діяло дві групи революціонерів: під керівництвом Хуана Франсіско Борхеса і Мануеля Белграно. Борхес намагався добитися незалежності Сантьяго-дель-Естеро, але отримав поразку і був розстріляний.
Сантьяго-дель-Естеро залишався у складі провінції Тукуман до 1820 року, коли була створена окрема провінція.
У 1870-х до міста було проведено залізницю.
1904 року у місті з'явився водопровід.
1926 року було збудовано міст, який поєднав Сантьяго-дель-Естеро з містом Ла-Банда.
1951 року почалася газифікація Сантьяго-дель-Естеро.
У 1960-х роках у місті з'явилося телебачення.

## Економіка
Основу економіки Сантьго-дель-Естеро складає обробна промисловість. Підприємства міста здебільшого належать до харчової, шкіряно-взуттєвої, металургійної, текстильної промисловості.

## Клімат
Клімат Сантьяго-дель-Естеро характеризується великою різноманітністю. Зазвичай сім місяців на рік (від середини осені до середини весни) погода у місті досить комфортна.
Зима продовжується з 21 червня по 21 вересня і характеризується майже повною відсутністю опадів. Температури дуже різняться у різні роки: бувають роки без зими (температура може сягати +40 °C) і, навпаки, із морозами до −10 °C по кілька місяців.
Весна триває з 21 вересня по 21 грудня і також є дуже сухим сезоном. Кінець весни — найжаркіша пора року у Сантьяго-дель-Естеро (максимум температури +46,4 °C). Протягом весни часті вітри з південного і північного сходу, які приносять велику кількість пилу.
Літо у місті дуже дощове та жарке. Абсолютний максимум температури +45,2 °C.
Осінь у Сантьяго-дель-Естеро найприємніша пора року, коли небо зазвичай вкрите хмарами, немає сильних дощів і вітрів.
| Клімат Сантьяго-дель-Естеро (1961—1990) | Клімат Сантьяго-дель-Естеро (1961—1990) | Клімат Сантьяго-дель-Естеро (1961—1990) | Клімат Сантьяго-дель-Естеро (1961—1990) | Клімат Сантьяго-дель-Естеро (1961—1990) | Клімат Сантьяго-дель-Естеро (1961—1990) | Клімат Сантьяго-дель-Естеро (1961—1990) | Клімат Сантьяго-дель-Естеро (1961—1990) | Клімат Сантьяго-дель-Естеро (1961—1990) | Клімат Сантьяго-дель-Естеро (1961—1990) | Клімат Сантьяго-дель-Естеро (1961—1990) | Клімат Сантьяго-дель-Естеро (1961—1990) | Клімат Сантьяго-дель-Естеро (1961—1990) | Клімат Сантьяго-дель-Естеро (1961—1990) |
| Показник | Січ.                                    | Лют.                                    | Бер.                                    | Квіт.                                   | Трав.                                   | Черв.                                   | Лип.                                    | Серп.                                   | Вер.                                    | Жовт.                                   | Лист.                                   | Груд.                                   | Рік                                     |
| Абсолютний максимум, °C | 44,5                                    | 44,3                                    | 41,7                                    | 39,4                                    | 35,6                                    | 32,6                                    | 37,3                                    | 40,5                                    | 42,8                                    | 45,2                                    | 46,5                                    | 45,2                                    | 46,5                                    |
| Середній максимум, °C | 33,9                                    | 32,6                                    | 30,0                                    | 26,6                                    | 23,6                                    | 20,0                                    | 20,8                                    | 23,8                                    | 26,5                                    | 30,2                                    | 32,1                                    | 33,8                                    | 27,8                                    |
| Середня температура, °C | 26,8                                    | 25,6                                    | 23,4                                    | 20,0                                    | 16,7                                    | 12,7                                    | 12,6                                    | 15,0                                    | 18,4                                    | 22,3                                    | 24,7                                    | 26,5                                    | 20,4                                    |
| Середній мінімум, °C | 20,3                                    | 19,7                                    | 17,9                                    | 14,4                                    | 10,9                                    | 6,5                                     | 5,6                                     | 6,9                                     | 10,1                                    | 14,6                                    | 17,5                                    | 19,5                                    | 13,7                                    |
| Абсолютний мінімум, °C | 5,0                                     | 6,6                                     | 4,5                                     | −1,4                                    | −6,8                                    | −6,9                                    | −9                                      | −7,1                                    | −4,5                                    | 0,4                                     | 4,7                                     | 6,2                                     | −9                                      |
| Середня кількість сонячних годин на місяць | 241,8                                   | 223,2                                   | 192,2                                   | 174,0                                   | 145,7                                   | 135,0                                   | 158,1                                   | 207,7                                   | 189,0                                   | 210,8                                   | 234,0                                   | 226,3                                   | 2337,8                                  |
| Норма опадів, мм | 135.5                                   | 111.3                                   | 83.3                                    | 37.2                                    | 16.7                                    | 6.2                                     | 3.7                                     | 4.5                                     | 13.8                                    | 33.2                                    | 67.6                                    | 96.1                                    | 609.1                                   |
| Днів з опадами | 10                                      | 8                                       | 9                                       | 6                                       | 5                                       | 3                                       | 3                                       | 2                                       | 3                                       | 5                                       | 7                                       | 9                                       | 70                                      |
| Вологість повітря, % | 67                                      | 70                                      | 75                                      | 76                                      | 75                                      | 73                                      | 67                                      | 57                                      | 54                                      | 56                                      | 59                                      | 62                                      | 66                                      |
| --- | --------------------------------------- | --------------------------------------- | --------------------------------------- | --------------------------------------- | --------------------------------------- | --------------------------------------- | --------------------------------------- | --------------------------------------- | --------------------------------------- | --------------------------------------- | --------------------------------------- | --------------------------------------- | --------------------------------------- |
| Джерело: NOAA, Meteo Climat (record highs and lows) Oficina de Riesgo Agropecuario (October record high only), (precipitation days), UNLP (sun only) |                                         |                                         |                                         |                                         |                                         |                                         |                                         |                                         |                                         |                                         |                                         |                                         |                                         |

## Освіта
У місті Сантьяго-дель-Естеро знаходиться достатня кількість освітніх закладів усіх рівнів, зокрема два університети:
- Національний університет Сантьяго-дель-Естеро (ісп. Universidad Nacional de Santiago del Estero), заснований 16 травня 1973 року. У ньому навчається близько 12 тисяч студентів на 4 факультетах[9].
- Католицький університет Сантьяго-дель-Естеро (ісп. Universidad Católica de Santiago del Estero) — приватний навчальний заклад, заснований 21 червня 1960 року[10].

## Спорт
У місті Сантьяго-дель-Естеро є такі спортивні клуби:
- футбольні: Мітре (ісп. Club Atlético Mitre), Юніон (ісп. Club Unión Santiago), Естудьянтес (ісп. Club Estudiantes), Сентраль Кордова (ісп. Club Atlético Central Córdoba), Гуемес (ісп. Club Güemes), Лорето (ісп. Sportivo Loreto).
- баскетбольні: Кімса (ісп. Club Quimsa) — срібний призер чемпіонату Аргентини 2007—2008 років
- хокейні і регбійні: Лон (ісп. Santiago Lawn Tennis Club) і Олд Лайонс (англ. Old Lions)
- софтбольні: Октаво де Авріль (ісп. 8 de Abril)

## Туризм

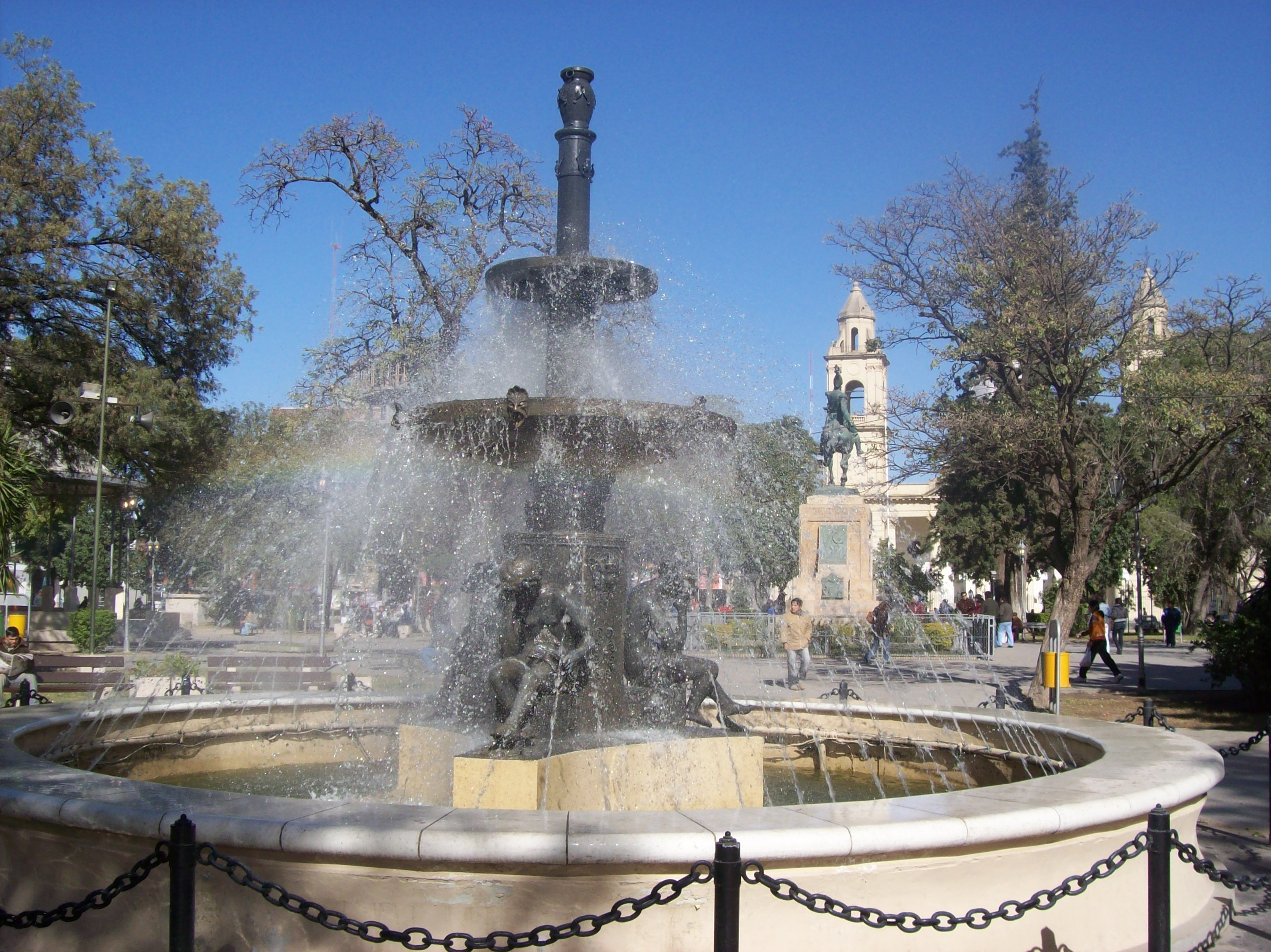
Площа Свободи

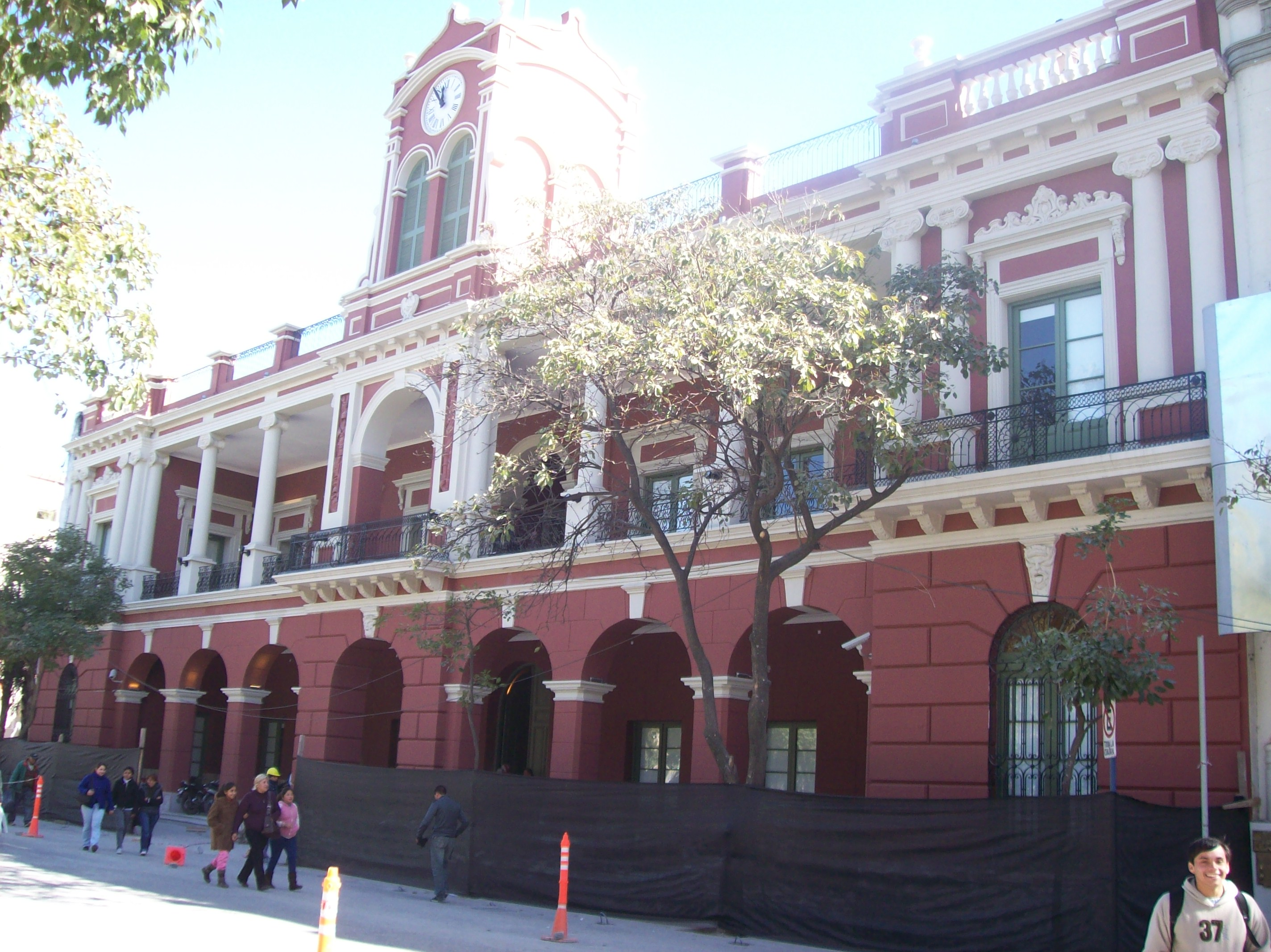
Культурний комплекс

Сантьяго-дель-Естеро популярний у туристів через свою довгу історію.
Музеї міста:
- Історичний (ісп. Museo Histórico "Dr Orestes Di Lullo")
- Образотворчих мистецтв (ісп. Museo de Bellas Artes "Ramón Gómez Cornet")
- Антропологічних і природничих наук (ісп. Museo de Ciencias Antropológicas y Naturales "Emilio y Duncan Wagner")

Найвідоміші церкви міста:
- Кафедральний собор (ісп. Iglesia Catedral) — перша церква на цьому місці була збудована 1565 року, пізніше п'ять разів перебудовувалася. Сучасна будівля споруджена 13 січня 1877 року і визнана історичною пам'яткою.
- Ла Мерсед (ісп. La Merced) — зведена 1853 року і визнана історичною пам'яткою.
- Святого Франциска (ісп. San Francsico) — була збудована 1567 року і чотири рази перебудовувалася. Сучасна будівля споруджена 1895 року і визнана історичною пам'яткою.
- Санто Домінго (ісп. Santo Domingo) — будівля 1881 року, зведена на місці старішого храму

## Міста-побратими
- Іспанія, Талавера-де-ла-Рейна
- Сирія, Хама
- Чилі, Копіапо